# Liste der Monuments historiques in Chaussy (Val-d’Oise)
Die Liste der Monuments historiques in Chaussy (Val-d’Oise) führt die Monuments historiques in der französischen Gemeinde Chaussy auf.

## Liste der Bauwerke
| Bezeichnung                   | Beschreibung | Standort    | Kennzeichnung | Schutzstatus | Datum | Bild           |
| ----------------------------- | ------------ | ----------- | ------------- | ------------ | ----- | -------------- |
| Kapelle St-Laurent            |              | (Lage)      | PA00080021    | Classé       | 1950  | weitere Bilder |
| Domaine de Villarceaux        |              | (Lage)      | PA00080022    | Classé       | 1941  | weitere Bilder |
| Kirche St-Crépin-St-Crépinien |              | (Lage)      | PA00080023    | Inscrit      | 1927  |                |
| Tour de Méré                  |              | Méré (Lage) | PA00080024    | Inscrit      | 1927  |                |

## Liste der Objekte

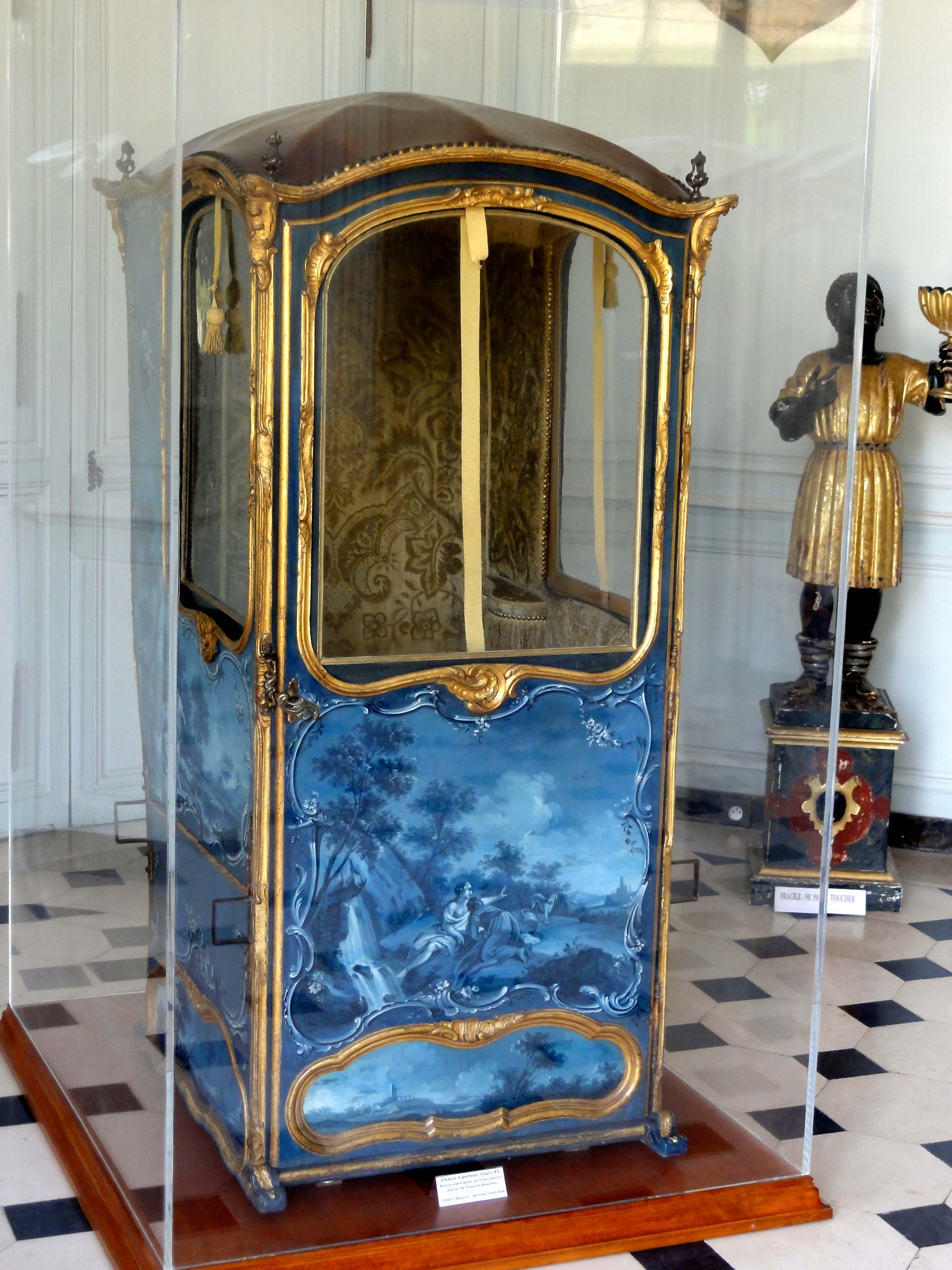
Sänfte im Schloss Villarceaux (18. Jahrhundert)

- Monuments historiques (Objekte) in Chaussy (Val-d’Oise) in der Base Palissy des französischen Kultusministeriums